# The Gun Seller
The Gun Seller (1996) is de eerste roman van Hugh Laurie. Het gaat over Thomas Lang, voormalig officier van de Scots Guards, die tegen zijn wil in betrokken raakt bij internationale wapensmokkel, terroristen, de CIA, het Britse Ministerie van Defensie, mooie vrouwen en snelle motoren.
Omdat Laurie niet bekend wilde staan als weer een beroemdheid die zo nodig een boek moet schrijven, liet hij zijn manuscript eerst onder een pseudoniem lezen door de uitgeverij. Hij onthulde zijn identiteit pas nadat het boek was geaccepteerd, en zijn uitgever erop aandrong het boek onder zijn echte naam uit te geven, voor de publiciteit die dat zou opleveren.

## Verhaal
The Gun Seller vertelt het verhaal van afgezwaaide officier Thomas Lang, die nu een enigszins richtingloos bestaan leidt in Londen, vooral gericht op het drinken van whisky en rondrijden op zijn Kawasaki Ninja ZX-11. Zijn inkomsten komen van baantjes als bodyguard en andere banen waarbij de kennis die hij opdeed in zijn tijd in het leger van nut was.
Nadat hij in Amsterdam werd benaderd door een man die hem verzocht een Amerikaanse zakenman te vermoorden, probeert Lang het potentiële slachtoffer te waarschuwen. Plotseling is hij dan betrokken in een internationale samenzwering. Een Amerikaanse wapenfabrikant heeft een uitgebreide illegale marketingmethode opgezet voor zijn nieuwe 'anti-terroristische' aanvalshelikopter: hij wil een terroristische aanslag voorwenden, waarbij de helikopter zou worden ingezet.
De onwetende CIA heeft een groep terroristen ingehuurd, die weer niet weten dan hun instructies afkomstig zijn van een van de organisaties die ze proberen tegen te werken. Lang infiltreert, niet geheel vrijwillig, bij deze groep, en probeert de samenzwering te openbaren.

## Thema's
Het concept van de "goede man" tegen de slechteriken komt regelmatig terug in het boek. Veel van de "slechte" karakters - vooral de mensen in de terroristische groep waarin Lang infiltreert - worden sympathiek beschreven, doordat hun motivatie uitgelegd wordt.

## Invloeden
Er zijn twee invloeden op Laurie terug te vinden in The Gun Seller.
- De plot van het boek is geïnspireerd op de spionageromans/thrillers van auteurs als Robert Ludlum, Frederick Forsyth en Alistair MacLean.
- P. G. Wodehouse, met name het personage Jeeves. De twee hoofdpersonages, Thomas Lang en zijn voormalige collega Solomon, zijn een moderne versie van Bertie Wooster en Jeeves. De overeenkomst is ook te zien in het vertelperspectief. Het verhaal wordt in de eerste persoon verteld vanuit Lang, in een komische stijl die lijkt op die van Jeeves.